# Alliance du Nord (Birmanie)
L'Alliance du Nord, officiellement appelée Alliance du Nord – Birmanie (birman : မြန်မာပြည်မြောက်ပိုင်း မဟာမိတ်တပ်ဖွ ဲ့ ; en abrégé NA-B), est une coalition militaire en Birmanie composée de quatre groupes ethniques insurgés : l'Armée d'Arakan (AA), l'Armée pour l'indépendance kachin (KIA), l'Armée de l'Alliance nationale démocratique de Birmanie (MNDAA) et l'Armée de libération nationale Ta'ang (TNLA),,,. Depuis décembre 2016, l'Alliance du Nord est en proie à de violents affrontements militaires avec la Tatmadaw (forces armées de la Birmanie) dans les villes de Muse, Mong Ko (en), Pang Hseng (en), Namkham et Kutkai (en) dans l'État shan,. Les membres de l'Alliance du Nord font également partie du Comité fédéral de négociation et de consultation politique (en) (FPNCC).